# Der Flohwalzer
Der Flohwalzer es un solo de piano empleado como ejercicio en las clases de música:

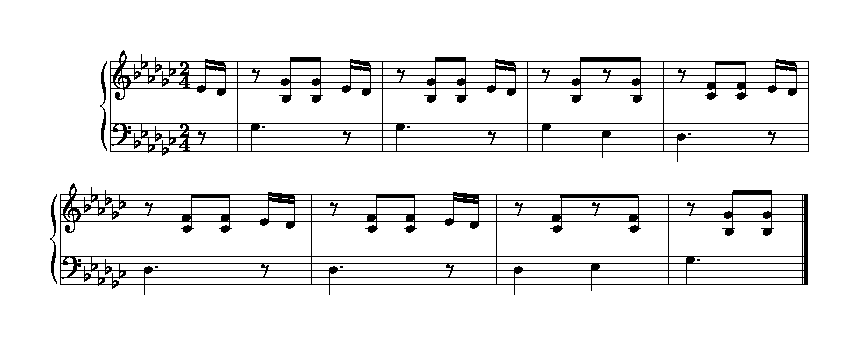
Notas de Der Flohwalzer.

Es conocida en Japón como Neko Funjatta (ねこふんじゃった, parado en el gato), en España como La Chocolatera, en los Países Bajos como Vlooienmars (Marcha de las pulgas), en Bélgica como Valse de Puce (Vals de las pulgas), en Rusia como Sobachiy val's (Vals del perro), en Polonia como Kotlety (chuleta), en Bulgaria como Koteshki Marsh (Marcha del gato), en Hungría como Szamárinduló (Marcha del mono), en Mallorca como Polka de los Tontos, en México como Los Changuitos, en Colombia como La polka de los gatos, en Finlandia como Kissanpolkka (Polca del gato),en China como “小偷进行曲” (Marcha del ladrón), en Reino Unido como Chopsticks (que en Estados Unidos corresponde a otra melodía) y en Chile como La polka de los perros.